# Helligånden
Helligånden er  Guds ånd, der formidler fra Gud til mennesker.

## Etymologi
Ordet er sammensat af to ord: det græske 'pneuma' ('åndedræt' eller 'ånde'). På latin 'spiritus', der fjerner konkretet 'åndedræt' fra begrebet og gør det til det mindre håndgribelige 'ånd'. Guds åndedræt, som det bogstaveligt hedder i 1. Mosebog 1.2., bliver til 'Guds ånd', der svæver over vandene.
I Det Ny Testamente kommer tilføjelsen 'Agios' (Ayios, Aghios, Hagios), som betyder 'hellig'. Det bliver forstavelse – på samme måde som det danske 'Sankt' i Sankt Peder.

## Fænomenologi
I Bibelen findes beskrivelser af, hvad Helligånden er:
- den/det der befrugter Jomfru Maria
- den/det der daler ned over Jesus i skikkelse af en due, efter han er blevet døbt af Johannes
- den/det der inspirerer apostlene til at gå ud og prædike ordet
- den/det der får Bethesda Dam til at røre sig

Den traditionelle kristne måde at afbilde Helligånden på er en fra himlen nedstigende due i en strålekrans, men der findes andre måder at fremstille den på: som en vind, der bevæger træernes blade eller vandets overflade.

## Den kristne lære om Helligånden
Allerede hos tidlige kristne kirkefædre som Tertullian forstås Gud som treenig, med Helligånden som den tredje i Treenigheden (med Faderen og Sønnen som den første og anden person)[kilde mangler]. I det 4. århundrede, da kirken begyndte at fastlægge sit grundlag, blev Helligånden slet ikke diskuteret. Ved koncilet i Nikæa var det kun forholdet mellem Faderen og Sønnen, der blev diskuteret. Det blev fastslået, at Sønnen var helt og fuldt Gud ("af samme væsen som Faderen", "sand Gud af sand Gud"). Senere i det 4. århundrede stødte Athanasius på ægyptiske kristne, der benægtede, at Helligånden var af samme væsen som Faderen og Sønnen. Athanasius angreb dem og hævdede Helligåndens guddommelighed, fordi frelsen også var fra Helligånden, og kun Gud kunne frelse. På det 2. koncil i Konstantinopel i 381 blev Helligånden (i den nikænokonstantinopolitanske trosbekendelse) derfor også sidestillet med Faderen og Sønnen, men man undlod at bruge udtrykket "af samme væsen", fordi man helst ville holde sig til bibelske vendinger[kilde mangler]. I stedet sagde man, at Helligånden "udgår fra Faderen" (en formulering fra Johannesevangeliet). Det var dog teologernes mening, at Helligånden var af samme væsen som Faderen og Sønnen, og desuden at Helligånden udgår fra Faderen gennem Sønnen, som det fremgår af samtidige skrifter (fx Gregor af Nyssa). 
Augustins treenighedslære byggede også på den nikænske teologi og Konstantinopel-koncilet, men lagde i højere grad op til, at Helligånden udgår fra Faderen "og Sønnen", og senere tilføjedes disse ord til trosbekendelsen i Vesten i den tidlige middelalder ("filioque"). Det var i 1054 en af årsagerne til skismaet mellem øst- og vestkirken.
I klassisk kristendom knyttes Helligånden tæt sammen med en formidlingsrolle mellem Gud og mennesker og er den, der giver mennesker troen på kristendommens sandhed. Det begrundes bibelsk ved brugen af betegnelsen "talsmanden" i Johannesevangeliet og beskrivelsen i Apostlenes Gerninger af begivenhederne i pinsen efter Kristi himmelfart. I særdeleshed knyttes den tæt til dåben, hvor den døbte antages at få skænket Helligånden. I visse kirkelige retninger antages det at ske ved omvendelse til kristendommen.
I flere karismatiske retninger er det at blive døbt med Helligånden at få tungetalen.
Helligånden knyttes til nådegaverne som tungetale. I Pinsekirken og Apostolsk Kirke lægges der stor vægt på den.

## Jehovas Vidners fortolkning
Ifølge Jehovas Vidner er den hellige ånd Guds aktive virkende kraft, som Gud anvendte til at skabe alt i himmelen og på jorden, herunder den himmelske hærskare af engle og det fysiske univers.
Jehovas Vidner tror desuden på, at den hellige ånd er den kraft, der virker på troende mennesker, så de får styrke til at holde ud - og holde ud i deres kristne tro; også under særdeles vanskelige vilkår (som fx i tysk koncentrationslejre).

## Kritik af Helligånden som del af den treenige Gud
Modstandere af tesen om den treenige gud stiller et kritisk spørgsmål om Helligånden, der lyder sådan: "Da Jesus blev fristet af Satan i ørkenen, var det da "Uhelligånden" som Satan anvendte til Jesu fristelse, jævnfør evangelisternes beskrivelser af fristelserne? Satan var kun i stand til at friste Jesus, på de overnaturlige måder fristelserne foregik på, fordi han engang havde været en engel og derfor havde fået Guds-kræfterne direkte fra Gud, som beskrevet i Bibelens første kapitler af Første Mosebog. Gud må altså enten have glemt at tage helligånden tilbage fra Satan, da denne blev u-hellig, eller også findes der slet ingen Helligånd, men kun ånd, der kan anvendes godt eller skidt, lyder det fra modstanderne af tesen om Helligånden.
I Islam ses kritikken af Helligåndens ophøjelse til Gud direkte i Koranens sura 5:73: "Sandelig, de er vantro, som siger: Allah er visselig den tredje af de tre! – men der er ingen gud undtagen den Ene Gud, og hvis de ikke afholder sig fra det, de siger, så vil en smertelig straf visselig ramme dem, der i blandt dem er vantro." (citat fra A.S. Madsens oversættelse af Koranen, udgivet af Borgens forlag, 3. udgave 1. oplag 1989).